# Vodní nádrž Kořensko
Vodní dílo Kořensko bylo budováno na řece Vltavě od 80. let 20. století, vlastní betonová část v letech 1986–1991 souběžně s vodním dílem Hněvkovice, se kterým tvoří soustavu vodních děl určených k potřebám jaderné elektrárny Temelín. Hráz přehrady se nachází zhruba dva kilometry pod ústím Lužnice do Vltavy v oblasti vzdutí vodní nádrže Orlík (říční kilometr 200,405). Projektovým smyslem díla měla být ochrana před odpadními vodami z jaderné elektrárny Temelín a nadměrným oteplováním říční vody (homogenizace odpadních vod) a zajištění stálé úrovně hladiny v oblasti Týna nad Vltavou. Vodní dílo dostalo název po osadě Kořensko, která zanikla v souvislosti s výstavbou vodní nádrže Orlík.

## Jez
Jezové betonové těleso tvoří tzv. „ponořený stupeň“, což znamená, že voda je zadržována pouze v době, kdy hladina vody v Orlické nádrži nedosahuje svého maxima (354 m n. m.). V době, kdy je kóta hladiny v Orlíku vyšší než 353,05 m n. m. (maximální provozní hladina VD Kořensko), je těleso zatopeno vzdutou vodou Orlické nádrže. Stavba jezu je členěna na čtyři pole o délce 4×20 m. Hradicí konstrukce je tvořena dutou ocelovou klapkou o hradicí výšce 4,8 m. Spodní stavba odtoku je betonová, se zaobleným prahem nade dnem.

## Malé vodní elektrárny

### Malá vodní elektrárna Kořensko 1
Při levém břehu je mezi jezem a plavební komorou malá vodní elektrárna s dvěma přímoproudými kolenovými Kaplanovými turbínami o průměru 3 000 mm, které mají při hltnosti 2× 35 m3·s−1 a spádu 6,2–2,0 m maximální výkon 2× 1,9 MW. V roce 2020 tato elektrárna vyrobila 2 101 MWh elektrické energie.

### Malá vodní elektrárna Kořensko 2
Voda, kterou Jaderná elektrárna Temelín vrací do Vltavy, teče přes Peltonovu turbínu malé vodní elektrárny Kořensko 2. Vodní elektrárna Kořensko 2 v roce 2023 vyrobila 2 099 MWh elektrické energie.

## Plavební komora
Plavební komora o půdorysných rozměrech 45,0 × 6,0 m je určena pro lodě do nosnosti 300 t. Byla vybavena dodatečně a v provozu je od roku 2000.